# Varderlei Olívio Rosso
Varderlei Olívio Rosso (Urussanga, 22 de fevereiro de 1948) é um político brasileiro, filiado ao Partido do Movimento Democrático Brasileiro (PMDB).
Filho de Ângelo Rosso e de Edevirge Quarezemim Rosso. Casou com Vera Goreti Rosso, com quem teve filhos.

## Carreira
Foi eleito prefeito de Urussanga duas vezes, em 1988 e 2000, filiado ao Partido do Movimento Democrático Brasileiro (PMDB). 
Foi deputado à Assembleia Legislativa de Santa Catarina na 13ª legislatura (1995 — 1999).